# Гуам на зимних Олимпийских играх 1988
Гуам принимал участие в Зимних Олимпийских играх 1988 года в Калгари (Канада) в первый и, к настоящему моменту, единственный раз за свою историю и не завоевал ни одной медали. Сборную страны представлял один биатлонист Джадд Бэнкерт, который стал первым в истории Гуама спортсменом-олимпийцем.

## Биатлон
Спортсменов — 1
| Спортсмен     | Вид          | Стрельба | Результат | Место |
| ------------- | ------------ | -------- | --------- | ----- |
| Джадд Бэнкерт | спринт 10 км | 4+4      | 45.37,1   | 71    |